# Galina Leontjewa
Galina Aleksandrowna Leontjewa, z domu Jelnicka (Галина Александровна Леонтьева, z domu Ельницкая, ur. 6 listopada 1941 w Jarosławiu, zm. 4 lutego 2016 w Sankt Petersburgu) – radziecka siatkarka i trener. Dwukrotna mistrzyni olimpijska.
W reprezentacji Związku Radzieckiego grała w latach 1967–1972. Oprócz dwóch złotych medali igrzysk olimpijskich (1968, 1972), sięgnęła także po złoto mistrzostw świata (1970). Dwukrotnie zostawała mistrzynią Europy (1967, 1971). W rozgrywkach klubowych grała w zespołach z Leningradu, po zakończeniu kariery pracowała w tym mieście jako trener.